# Stenoria tibetana
Stenoria tibetana là một loài bọ cánh cứng trong họ Meloidae. Loài này được Escherich miêu tả khoa học năm 1904.